# Juan Simón
Juan Ernesto Simón (født 2. marts 1960 i Rosario, Argentina) er en tidligere argentinsk fodboldspiller (forsvarer).
Han spillede på klubplan for Newell's Old Boys og Boca Juniors i hjemlandet, samt AS Monaco og RC Strasbourg i Frankrig. Med Boca vandt han i 1992 det argentinske mesterskab.
Simón spillede desuden 13 kampe for det argentinske landshold. Han deltog ved VM i 1990 i Italien, hvor argentinerne vandt sølv. Her spillede han samtlige argentinernes syv kampe under turneringen.